# Chicago Bulls 2004-2005
La stagione 2004-05 dei Chicago Bulls fu la 39ª nella NBA per la franchigia.
I Chicago Bulls arrivarono secondi nella Central Division della Eastern Conference con un record di 47-35. Nei play-off persero al primo turno con i Washington Wizards (4-2).

## Roster
| N° | Naz.                   | Ruolo | Sportivo             | Anno | Alt. | Peso |
| -- | ---------------------- | ----- | -------------------- | ---- | ---- | ---- |
| 2  | Stati Uniti (bandiera) | C     | Eddy Curry           | 1982 | 211  | 129  |
| 3  | Stati Uniti (bandiera) | C     | Tyson Chandler       | 1982 | 216  | 107  |
| 5  | Argentina (bandiera)   | A     | Andrés Nocioni       | 1979 | 201  | 102  |
| 7  | Regno Unito (bandiera) | G     | Ben Gordon           | 1983 | 191  | 91   |
| 9  | Regno Unito (bandiera) | A     | Luol Deng            | 1985 | 203  | 100  |
| 12 | Stati Uniti (bandiera) | G     | Kirk Hinrich         | 1981 | 191  | 86   |
| 15 | Stati Uniti (bandiera) | GA    | Jannero Pargo        | 1979 | 185  | 79   |
| 21 | Stati Uniti (bandiera) | G     | Chris Duhon          | 1982 | 185  | 84   |
| 24 | Stati Uniti (bandiera) | AC    | Othella Harrington   | 1974 | 206  | 107  |
| 30 | Stati Uniti (bandiera) | A     | Frank Williams       | 1980 | 191  | 96   |
| 34 | Stati Uniti (bandiera) | AC    | Antonio Davis        | 1968 | 206  | 98   |
| 35 | Stati Uniti (bandiera) | C     | Jared Reiner         | 1982 | 211  | 116  |
| 44 | Stati Uniti (bandiera) | GA    | Adrian Griffin       | 1974 | 196  | 98   |
| 51 | Stati Uniti (bandiera) | A     | Lawrence Funderburke | 1970 | 206  | 104  |
| 52 | Stati Uniti (bandiera) | GA    | Eric Piatkowski      | 1970 | 201  | 98   |

## Staff tecnico
- Allenatore: Scott Skiles
- Vice-allenatori: Ron Adams, Jim Boylan, Pete Myers
- Vice-allenatore/scout: Mike Wilhelm
- Preparatore atletico: Fred Tedeschi
- Assistente preparatore atletico: Marc Boff
- Preparatore fisico: Erik Helland
- Assistente preparatore fisico: Jeff Macy